# Heaven Delhaye
Heaven Marie Delhaye Mendes, ou simplesmente Heaven Delhaye (Petrópolis, 31 de dezembro de 1984), é uma chef de cozinha e apresentadora de televisão franco-luso-brasileira.
Em 2018, tornou-se uma dos três competidores finais da terceira temporada do MasterChef Profissionais.
Atualmente, é chef nos restaurantes D’Heaven (culinária francesa), Heaven Cucina (culinária italiana) e Nonna Per Heaven (pizzaria).

## Carreira

### Início
Heaven nasceu em Petrópolis, filha de mãe francesa, a chef Marie Jeanne Juliette, e pai português, o enólogo Alexandre Mendes. Ainda criança, mudou-se para Florianópolis, onde cresceu entre os temperos e receitas do bistrô de sua família, o que despertou o seu desejo pela Gastronomia. Aos dezoito anos, iniciou suas viagens gastronômicas por diversos países como Marrocos, França, Itália e Portugal, nos quais fez estágios e workshops em restaurantes conceituados.
De volta ao Brasil, Heaven ainda comandou a cozinha do restaurante Starck, em Florianópolis.

### Chef-apresentadora
Heaven iniciou sua carreira de apresentadora com o programa Heaven's Kitchen, em uma emissora local, a TVCOM, do grupo RBS de Santa Catarina. Um ano depois, estreou um programa de mesmo nome, Heaven's Kitchen: Sabores do Paraíso, na Record News do estado, tendo, dois anos mais tarde, migrado para a rede nacional, onde ganhou destaque por suas receitas que mesclam o melhor da gastronomia europeia com o sabor da culinária brasileira.
Em 2011, ela assina contrato com a Rede TV! e passa a ser uma das repórteres do Programa Amaury Jr., fazendo matérias de cunho gastronômico e dando dicas de culinária. Heaven também realizou algumas aparições no programa Manhã Maior, em quadros de culinária, além de ser uma das culinaristas do programa Nestlé com você, também da Rede TV!.
De outubro de 2012 a abril de 2013, Heaven apresentou a revista eletrônica matinal Se Liga Brasil da RedeTV!, ao lado de Regina Volpato e Douglas Camargo. Com o fim do programa, ela saiu da emissora.
Em agosto de 2018 foi selecionada para ser uma das 14 participantes da terceira temporada do reality show MasterChef Profissionais.
Em 2019, a chef participou da 8ª edição do World Master of Pasta. Vencendo a etapa brasileira, Heaven representou o Brasil em Paris e disputou a final do Campeonato Mundial de Massas. No mesmo ano, gravou um piloto para o programa Aqui na Band, mas acabou desistindo do projeto, e foi então substituída por Luiza Hoffmann.

### Modelo
Heaven já foi eleita uma das 100 mulheres mais sexys do mundo pela Revista VIP.

## Vida pessoal
Seu nome de nascimento foi Maria do Céu Delhaye Mendes.
Namorou por 2 anos, entre 2017 e 2019, o lutador de MMA Rodrigo Minotauro.

## Programas
- 2008/2010 - Heaven's Kitchen: Sabores do Paraíso (Record News)
- 2011 – Programa Amaury Jr. (RedeTV!)
- 2012 – Nestlé com Você (RedeTV!)
- 2012 – Manhã Maior (RedeTV!)
- 2012/2013 – Se Liga Brasil (RedeTV!)
- 2018 – MasterChef Profissionais (Band)